# Dolichoderus lugens
Dolichoderus lugens é uma espécie de formiga do gênero Dolichoderus.